# Kiva (Tanzania)
Kiva è una circoscrizione rurale (rural ward) della Tanzania situata nel distretto rurale di Handeni, regione di Tanga. Conta una popolazione di 9 972 abitanti (censimento 2012).